# Filogenética molecular
A filogenética molecular ou filogenia molecular, é um ramo da filogenia que analisa as diferenças moleculares hereditárias, principalmente nas sequências de DNA, para obter informações sobre as relações evolutivas entre os organismos. O resultado duma análise de filogenia molecular expressa-se numa árvore filogenética. A filogenia molecular é um tópico da sistemática molecular, um termo de significado amplo que também inclui o uso de dados moleculares em taxonomia e biogeografia.

## O que são filogenias?

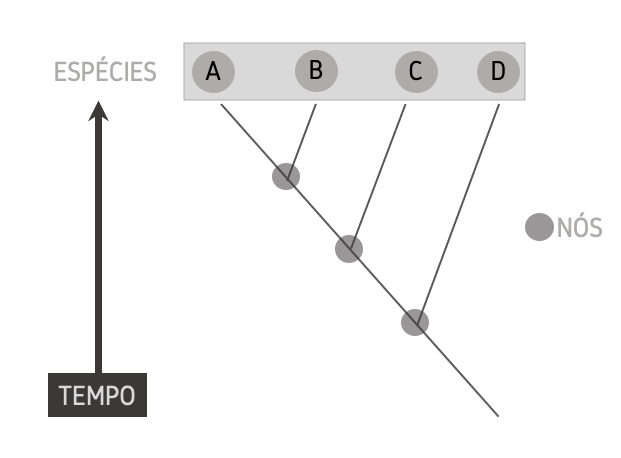
Fig. 1 - Filogenia das espécies A, B, C e D evidenciando a ordem em que estas compartilham um ancestral comum. Adaptado do livro "Evolução" (Ridley, 2009).

Filogenia ou árvore filogenética é uma representação gráfica que mostra as relações evolutivas entre diferentes espécies (Fig. 1). Normalmente as filogenias apresentam a forma de um diagrama ramificado, ou seja, envolve a presença de dois ramos partindo de cada bifurcação que observamos nas filogenias. Nestes diagramas ramificados, as espécies são representadas nos terminais dos ramos (Fig.1 com espécies A, B, C e D) e o ancestral comum entre elas está representado nos nós (Fig.1).
Dessa forma, a filogenia indica o ancestral comum mais recente compartilhado entre espécies ou grupo de espécies , sendo importante perceber que existe um eixo temporal nas filogenias que cresce debaixo para cima, ou seja, do ancestral comum a todas as espécies da filogenia em direção as espécies na parte terminal dos ramos (Fig.1).
Portanto, é possível dizer que as espécies A e B apresentam um ancestral comum mais recente do que as espécies A e C ou A e D (Fig.1). Para afirmar isso, basta perceber que o ancestral comum de duas espécies comparadas deve estar localizado temporalmente antes das espécies em questão ramificarem na filogenia analisada.
As relações entre o grupo de espécies analisadas, ou seja, as posições das espécies na filogenia, são inferidas a partir de caracteres hómologos compartilhados pelas espécies . Esses caracteres podem ser morfológicos a nível macroscópico ou podem ser moleculares.  Atualmente, grande parte das inferências filogenéticas são baseadas em múltiplas evidências, incluindo sequências moleculares, utilizando sequências dos nucleotídeos de DNA de diferentes espécies.
As filogenias são importantes para analisar e esclarecer diversas questões biológicas, tais como: relações entre espécies como explicado anteriormente, relações entre genes, a origem e propagação de infecções virais; e as mudanças demográficas e padrões de migração das espécies .

## Árvores filogenéticas com raiz e sem raiz
A filogenia presente na Figura 1 é uma árvore com raiz, pois nela podemos observar um ancestral comum, que chamamos de "raiz" no pé da árvore filogenética. Toda filogenia com uma raiz apresenta o eixo temporal que foi citado anteriormente, de forma que ancestrais mais distantes da espécie analisada estão mais para baixo da filogenia.
Todo estudo filogenético almeja produzir uma árvore com raiz, entretanto a maioria dos métodos de inferências filogenéticas inicialmente produz uma árvore sem raiz (Fig. 2), ou seja, uma filogenia na qual o ancestral comum a todas as espécies não é especificado e, consequentemente, sem o eixo de tempo estabelecido. Sendo assim, a árvore sem raiz é um dado menos informativo sobre as relações filogenéticas (Fig.2), apesar de ainda mostrar as relações de ramificação do conjunto de espécies estudadas.

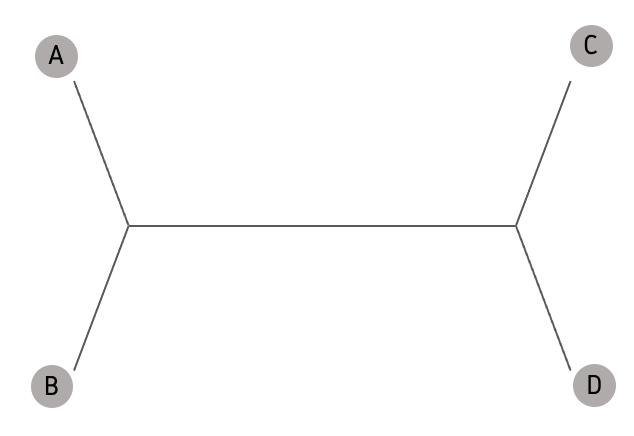
Fig. 2 - Esquema de filogenia das espécies A, B, C e D. Essa árvore filogenética não apresenta raiz, mas mostra a relação de ramificação das espécies. Adaptado do livro "Evolução" (Ridley, 2009).

A árvore sem raiz conecta espécies de acordo com evidências usadas para inferir a filogenia, mas não explicita as relações ancestrais. Nesses casos, alguma evidência adicional é necessária para identificar a raiz da árvore e a relação ancestral das espécies. Normalmente essa evidência adicional envolve alguma das técnicas cladísticas (morfológicas) e é possível pensar nas árvores sem raízes como o primeiro produto das técnicas filogenéticas.

## O que é a  filogenética molecular?
A filogenética molecular é um campo da Ciência que visa inferir filogenias e estudar os processos evolutivos utilizando sequências proteicas e sequências de DNA. 
Historicamente é importante relembrar que a primeira proteína a ser completamente sequenciada foi a insulina, em 1954  por Frederick Sanger que foi laureado com o Nobel da Química em 1958 por esta descoberta. Somente a partir de 1960 que o sequenciamento proteico se tornou automatizado, possibilitando sua utilização para fins filogenéticos. 
Já o sequenciamento de trechos de DNA e a sua utilização na filogenia surgiu duas décadas depois.  O primeiro sequenciamento de DNA também foi  realizado por  Frederick Sanger, em 1977, que conseguiu sequenciar o genoma completo de um bacteríofago que continha 5.375 bases. Desde então, o sequenciamento de DNA expandiu exponencialmente e atualmente a maior parte dos trabalhos de filogenia molecular utilizam essas sequências em suas análises.
Atualmente a filogenética molecular tornou-se uma ferramenta indispensável nos estudos e análises de genomas. Sendo hoje utilizados para: classificar sequências metagenômicas; identificar genes, elementos regulatórios e RNAs não codificantes em genomas recém-sequenciados , interpretar genomas individuais modernos e antigos; e reconstruir genomas ancestrais.

## A inferência filogenética com caracteres moleculares
A inferência filogenética para o estudo de caracteres moleculares é muito semelhante da inferência com caracteres morfológicos (cladísticos), entretanto existem alguns pontos de divergência, entre eles a distinção entre homologia (caráter homólogo) e homoplasia  (caráter homoplásico) difere bastante nos dois.
Relembrando que uma homologia é um caráter compartilhado por duas ou mais espécies que estava presente no ancestral comum a elas, enquanto homoplasia é um caráter compartilhado entre duas ou mais espécies que não estava presente no ancestral comum a elas. Por exemplo, o coração ou pulmão de humanos e chimpanzés é considerado uma homologia, pois o ancestral comum a eles também possuía estes órgãos ou as asas de morcegos (mamíferos) e aves são uma homoplasia, pois não estão presentes no ancestral comum a eles.
Na inferência filogenética molecular, essa distinção entre homoplasia e homologia é muito menos valiosa, pois não existe tanta variação nas sequências de DNA e proteínas como há variação morfológica. Nos trechos de DNA, as mudanças ocorrem em um conjunto muito limitado, as quatro bases nitrogenadas (adenina, timina, citosina e guanina), assim como nos trechos proteicos, as mudanças ocorrem em um conjunto de 20 aminoácidos. Em ambos os casos, para as moléculas é muito mais provável que a semelhança de condição em duas espécies possa ter evoluído independentemente, por exemplo o mesmo aminoácido em uma posição de sequência proteica ou a mesma base nitrogenada de um trecho de DNA .
Entretanto, as sequências moleculares apresentam outras propriedades interessantes, por exemplo a quantidade de evidências que elas proporcionam são muito mais numerosas. Só a proteína do citocromo c tem 104 aminoácidos  e cada um deles pode ser tratado como evidência filogenética. 
Sendo assim, os  dados das sequências proteicas e de DNA apresentam características interessantes como a grande quantidade de evidências, a comparabilidade das evidências e possibilidade de obter uma grande quantidade de sequências de DNA de forma relativamente simples e barata. Entretanto também apresentam limitações como as homoplasias e podem sofrer falta de independência (por exemplo, ligação entre segmentos do DNA).  resultaram no desenvolvimento de técnicas estatíticas para a inferência de filogenias.

### Homoplasias como limitações para os dados moleculares
Imagine um segmento ou trecho de DNA de duas espécies recém formadas a partir de um ancestral comum, provavelmente eles serão idênticos e a distância molecular entre elas será zero. Ao longo do tempo, assumindo o relógio molecular que citamos anteriormente, mudanças podem ser acumuladas em diferentes sítios da sequência e isto implicará em um aumento da distância molecular entre elas.
Entretanto, suponha o cenário de ocorrer uma segunda mutação em um sítio que já tinha sofrido anteriormente uma mutação. Essa mudança evolutiva não contará na distância molecular, pois ela avalia apenas a mudança no sítio e não consegue reconhecer múltiplas mutações que aconteceram em um mesmo sítio.
Para resolver esse problema é possível corrigir as distâncias moleculares para os golpes múltiplos usando um modelo evolutivo.

## Métodos para inferências de filogenias a partir de sequências moleculares

### Métodos filogenéticos moleculares utilizando distâncias moleculares
A distância molecular diz respeito ao quanto duas sequências de aminoácidos ou nucleotídeos conhecidas de um grupo de espécies divergem entre si, ou seja, diz quão diferentes são as sequências das espécies comparadas. Por exemplo, imagine que está sendo estudada uma sequência com 100 nucleotídeos e as espécies A e B diferem apenas em 5 sítios, sendo os outros 95 idênticos, assim a distância molecular entre elas é de 5% .
O método mais simples de fazer inferência filogenética molecular é justamente utilizando estas distâncias entre as espécies para determinar a filogenia mais interessante. Para isso estabelece-se uma matriz com as distâncias moleculares entre as espécies de interesse e o raciocínio basicamente é quanto menor a distância entre duas espécies, mais próximas na filogenia elas estarão. Dessa forma constrói-se a filogenia a partir desta matriz. 
Este método pressupõe a existência de um relógio molecular, pois baseia-se no fato de que se a distância molecular entre espécies aumenta ao longo do tempo, os pares de espécies que têm menor distância terão os ancestrais comuns mais recentes.

### Métodos filogenéticos moleculares utilizando o princípio da parcimônia
Parcimônia é um conceito que corresponde a ideia de que a melhor estimativa da filogenia é aquela que envolve o menor número de mudanças evolutivas .
Processualmente, os métodos filogenéticos que utilizam esse princípio devem obter todas as possíveis árvores sem raiz para as espécies e, a partir dos dados observados, conta-se o número mínimo de eventos evolutivos associados com cada topologia de árvores sem raiz (Fig.3). A melhor estimativa da filogenia real será aquela com o menor número de eventos evolutivos .
Existem programas de computador que realizam análises por máxima percimônia como o PAUP, MEGA  e TNT.

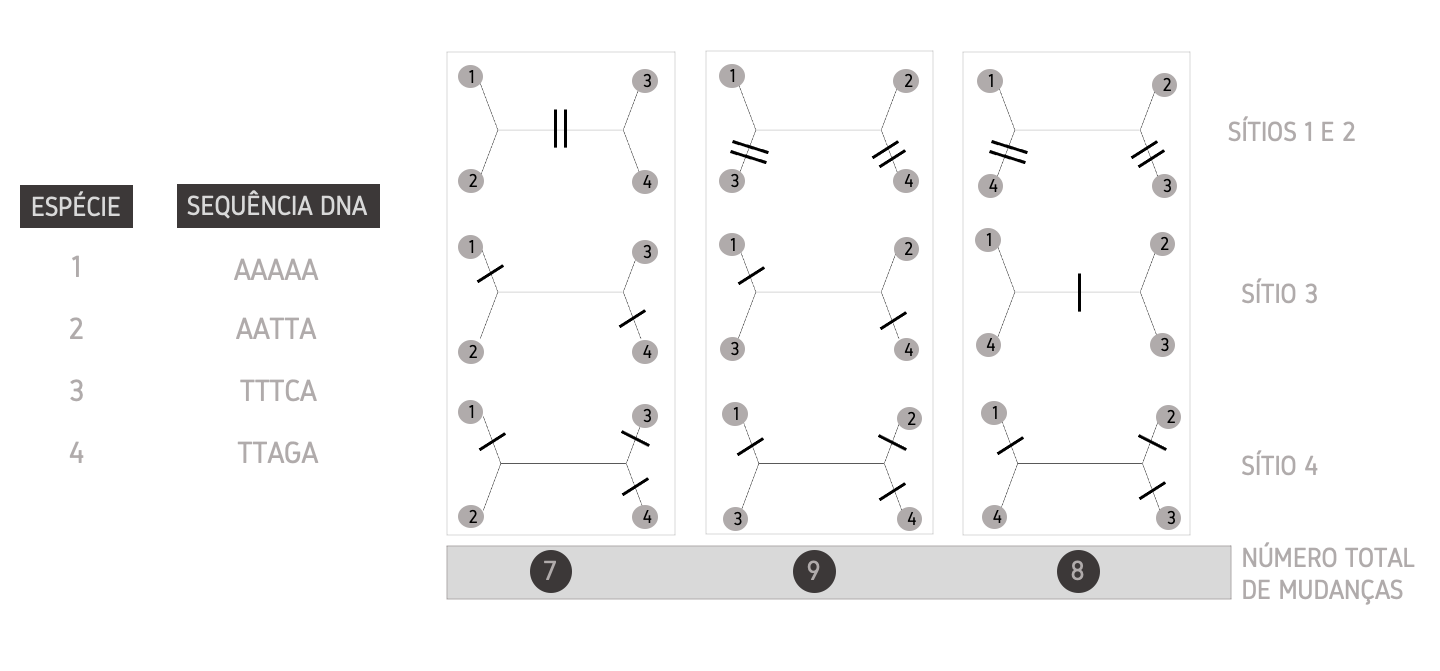
Fig. 3 - Esquema de inferência filogenética por parcimônia, a partir da análise da sequência de 5 bases nitrogenadas para 4 espécies, contou-se o número mínimo de transformações para cada um dos cinco sítios do trecho de DNA para cada uma das 3 configurações possíveis de árvores sem raiz para no final somar e determinar a árvore com menor número total de mudança que representará a melhor estimativa da filogenia real para essas espécies. Adaptado do livro "Evolução" (Ridley, 2009).

O princípio da parcimônia é bem intuitivo, pois a mudança evolutiva é muito improvável. Isso quer dizer que, por exemplo, se sabemos que uma espécie atual apresenta uma característica com a mesma condição que seu ancestral comum, a parcimônia induz que as etapas intermediárias na linhagem entre o ancestral e a espécie atual tinham a característica com a mesma condição.
Esse raciocínio é válido, pois apesar de existir a possibilidade de um número infinito de modificações terem ocorrido entre o ancestral e a espécie atual, a probabilidade dessa mudança ter acontecido e ser revertida para a condição ancestral é pouco provável.
Parcimônia foi originalmente desenvolvida para uso na análise de caracteres morfológicos discretos. No final da década de 1970, ele começou a ser aplicado a dados moleculares. A justificativa da parcimônia é um pouco menos válida para caracteres moleculares, pois se um nucleotídeo em um determinado sítio do DNA é compartilhado entre duas espécies, a probabilidade deste ser compartilhado ao acaso é de 25% e o princípio da parcimônia não consegue sustentar que ele não poderia mudar ao longo das etapas evolutivas entre ancestral e espécie atual. Entretanto, ainda assim é  um método filogenético comumente utilizado pois produz resultados razoáveis e é computacionalmente eficiente. 

### Métodos filogenéticos moleculares utilizando o princípio da máxima verossimilhança
O terceiro método filogenético envolve o princípio da máxima verossimilhança, o qual baseia-se em uma construção estatística com cálculos complexos. O procedimento consiste basicamente em calcular a probabilidade de observar os dados de sequências de todas as filogenias possíveis em um determinado grupo de espécies.
Dessa forma, esse método é mais elaborado que a parcimônia, pois realiza cálculos de probabilidades.
Até recentemente esse método era pouco aplicado pois só podia ser utilizado com poucas espécies devido à grande quantidade de cálculos envolvidos. Entretanto, essa técnica apresenta diversas vantagens, entre elas o fato de poder explorar as variações nas taxas de evolução entre espécies, entre genes ou ao longo do tempo.

## Comparação da utilização dos métodos de distância molecular, parcimônia e máxima verossimilhança
Ao longo da história da filogenética molecular observamos a utilização dos métodos de distância do princípio dessas atividades até o começo dos anos 1980, seguido do aumento do uso da parcimônia no final da década de 1970 até a década de 1990 e, por fim, para o uso cada vez maior da máxima verossimilhança durante a década de 1990 e no século XXI. Hoje, com a quantidade absoluta de dados de sequências disponíveis e o aumento da capacidade de computação, a máxima verossimilhança se tornou um dos métodos mais comumente usados.

## Problemáticas da filogenética molecular
A filogenética molecular é uma das áreas mais ativas de pesquisa em biologia evolutiva, mas cinco deles serão citados. Mas, antes de entrar em cada uma delas, é importante ressaltar que podem ser resolvidas ou mesmo serem toleráveis. Dessa forma, a filogenética molecular se tornou um ramo de pesquisa muito florescente. 
Agora entrando nas cinco limitações: 

### Dificuldade no alinhamento de sequências moleculares
Podemos ter sequências com mesmo tamanho mas que não estão com seus sítios alinhados corretamente, ou seja, temos que garantir que os sítios sendo comparados são homólogos. 

### Número grande de árvores para análise
Para inferir uma árvore, precisamos analisar um número muito grande de alternativas de árvores. Há uma fórmula que calcula o número de árvores filogenéticas possíveis e esta depende do número de espécies. A fórmula é a dada abaixo (Fig.4) em que s é o número de espécies, Π, o produto e i, é a. O importante é saber que o número de árvores aumenta muito mais rapidamente que o número de espécies. Se forem 5 espécies, 15 árvores e assim por diante.

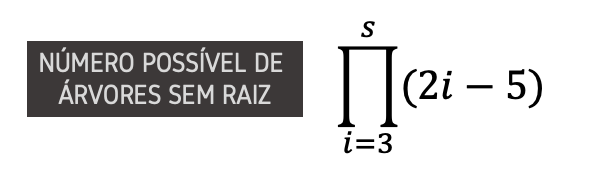
Fig. 4 - Esquema da fórmula para determinar o número de árvores sem raiz baseado no livro Evolução, do Ridley (Ridley, 2009).

Há uma distinção entre “algoritmos” e “critérios de otimização”. Este último é aquele em que as possíveis genealogias podem ser comparadas entre si e a melhor vai ser a que mais se aproximar do critério de otimização escolhido. A parcimônia e a máxima verossimilhança são exemplos de critérios de otimização e dizem que a melhor árvore é a que contém menor número de mudanças evolutivas. Visto que todas as árvores precisam ser avaliadas pelo critério estabelecido e os computadores possuem um limite de leitura de espécies, utiliza-se de um “algoritmo”. Esta é uma regra de como se buscar de uma árvore a outra e determinar qual se enquadra melhor do critério . Os algoritmos específicos em filogenia são constantemente melhorados mas não entraremos em detalhes aqui.
Porém, um problema dos algoritmos é que eles são vulneráveis a armadilhas pelo que chamamos de “ótimos locais”, que são árvores que aparentam ser as  melhores em comparação com as outras árvores analisadas, porém não são as melhores. Para se resolver isso, o algoritmo pode ser aplicado várias vezes no mesmo conjunto de espécies, porém partindo de um ponto inicial distinto. Caso haja unanimidade de resposta, há um forte indício de que a melhor árvore foi encontrada . 
Um ótimo exemplo sobre o problema deste tópico é um estudo clássico com DNA mitocondrial humano de Vigilant et al. (1991). Nele havia sequências de 189 pessoas com 135 tipos (sequências) mitocondriais. Análises com 135 sequências exigem muito tempo e nem sempre é possível analisar todas as possibilidades de árvores.  A árvore escolhida foi uma entre as inúmeras opções e, ao analisar certos agrupamentos de sequências, alguns ramos não faziam sentido de estarem tão separados, no caso, indivíduos de um país africano sem histórico de emigração, indicando que a árvore selecionada se referia a um “ótimo local” .

### Pode haver muita ou pouca divergência entre as espécies de uma filogenia
Como já foi mencionado, segundo a hipótese de relógio molecular, é esperado que moléculas evoluam em uma velocidade constante, mas isso pode não acontecer e acabar dificultando os estudos em filogenia molecular. Vigilant et al. (1991) mostram mudanças mais lentas que o esperado: em árvores humanas, como na da evolução da mitocôndria citada anteriormente, há apenas 119 mudanças e um total de 139 extremidades. Isso que ela foi baseada em partes genômicas que evoluem rapidamente, pois assim são formadas árvores mais bem resolvidas.
Como exemplo de altas taxas de mutação, temos os vírus de RNA. Tamanha a quantidade de mutações ao longo de algumas espécies virais que é impossível recuperar a filogenia, como é o caso do HIV e do vírus da gripe. A relação entre as diferentes linhas se torna incerta nessas árvores . Do mesmo modo, inferir a filogenia entre grupos com ancestral comum muito antigo, por exemplo, há 3 bilhões de anos, pode ser desafiador. Além disso, há evidências de transferência horizontal entre os grandes grupos, complicando ainda mais estudos filogenéticos. Nesse caso, pode-se falar de uma rede anastomosada ao invés de uma árvore ramificada (Fig. 5) . 

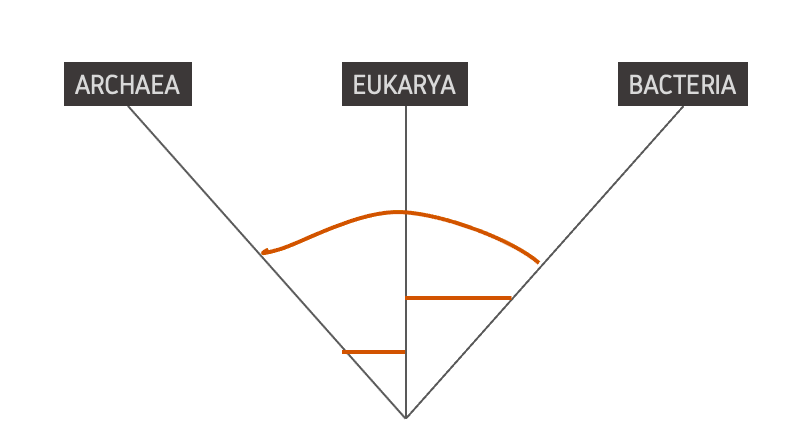
Fig. 5 - Esquema de transferência horizontal de genes nos domínios Archaea, Bacteria e Eukarya baseado no livro Evolução, do Ridley (Ridley, 2009).

### Taxas de evolução podem ser diferentes em diferentes linhagens
A inferência filogenética funciona melhor para moléculas que evoluem com uma taxa aproximadamente constante, como um relógio molecular. Caso a evolução de certas linhagens seja mais ou menos rápida, os métodos e de análise nem sempre conseguem acomodar essa variação. Derivado do que foi mencionado, há dois problemas: linhagens que retém muitas homologias ancestrais podem estar juntas em uma árvore, mesmo sem serem relacionadas, sendo um problema importante para os métodos de distância, que são incapazes de distinguir similaridades ancestrais derivadas . Outro problema é chamado de “atração pelo ramo longo”. Estatisticamente, ramos longos são semelhantes em 25% e, podem ser mais semelhantes que isso por acaso. Dessa forma, eles podem ser agrupados artificialmente em uma árvore filogenética. Isso é corrigido retirando da análise espécies com taxas de evolução muito mais rápida do que as demais espécies ou incluindo mais espécies que “quebrem” os ramos longos.

### Genes parálogos podem ser confundidos com ortólogos
As duplicações de genes durante a evolução permitem que haja variações em uma das cópias sem que, necessariamente, o indivíduo seja prejudicado, já que uma das cópias está cumprindo sua função. Alguns conjuntos de genes têm suas versões estreitamente ligadas, como é o caso das imunoglobulinas e das globinas. Esses conjuntos constituem uma família de genes e podem estar agrupados ou dispersos pelos cromossomos. Essas famílias de genes surgem por uma série de duplicações gênicas e, quando comparamos famílias de genes entre espécies, é interessante analisar paralogia e ortologia. Genes ortólogos são aqueles que, em um conjunto de duplicatas, são duas cópias do mesmo gene, do mesmo locus. E genes parálogos são aqueles que estão em loci diferentes, produzidos por uma duplicação . Ou seja, após uma duplicação do gene ancestral, quando se compara duas espécies, os ortólogos são aqueles que estão no mesmo locus e parálogos não (Fig.6). 

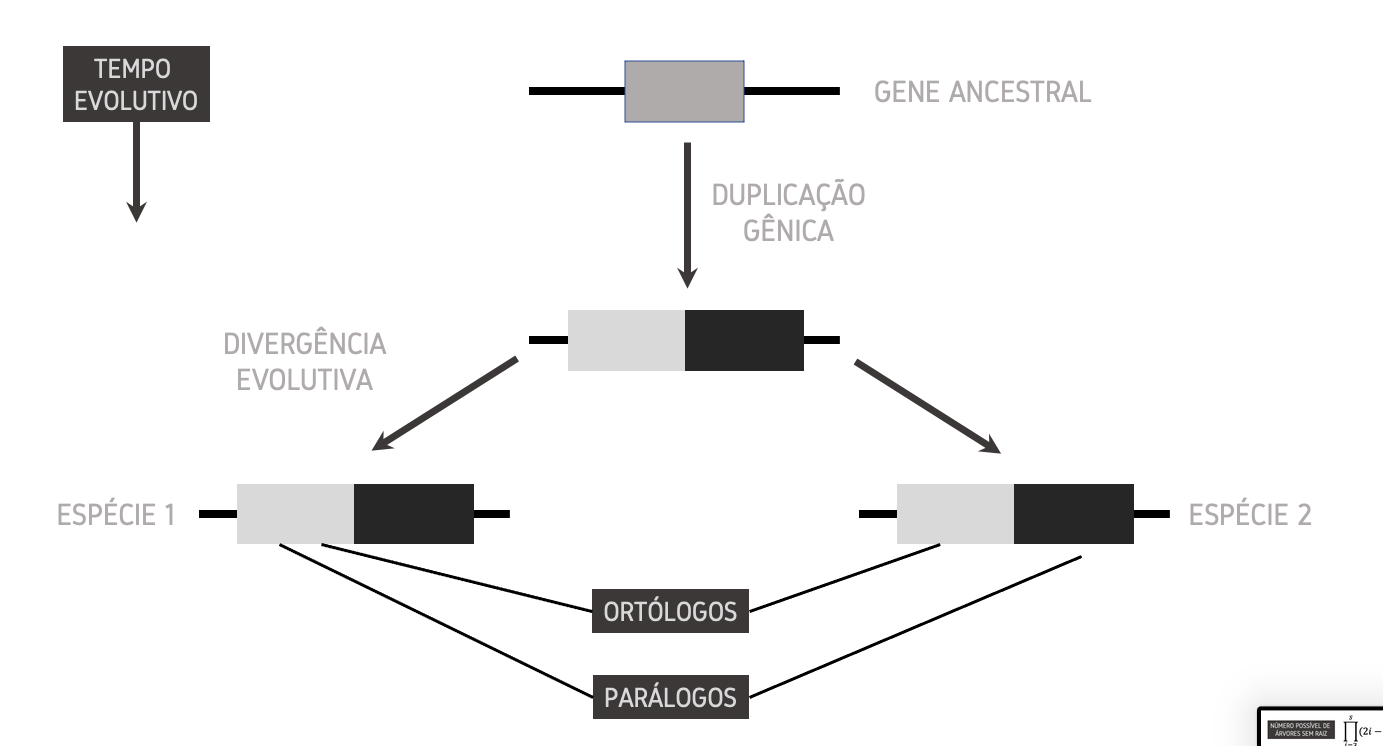
Fig. 6 - Esquema de genes ortólogos e parálogos baseado no livro Evolução. (Ridley, 2009).

O problema, para a filogenia molecular, é que são fáceis de serem confundidos, e a inferência genética só pode ser baseada em genes ortólogos. Além disso, genes podem ser perdidos e podemos nos confundir ao analisá-los.
Os biólogos evolutivos descrevem o problema dizendo que árvores gênicas são diferentes de árvores de espécies. As árvores de genes contam a evolução de genes e suas ramificações podem ser duplicações ou especiações. Já as árvores de espécies são filogenias cujas ramificações correspondem a especiações. E a dificuldade por trás disso é que ambas podem contar histórias diferentes.